# Oleg Ishchenko

a Compétitions nationales et continentales officielles uniquement.

b Matchs officiels uniquement.
Dernière mise à jour le 12 janvier 2023.
Oleg Ishchenko, né le 22 janvier 1994 à Pinsk (Biélorussie), est un joueur français d'origine biélorusse de rugby à XV évoluant au poste de pilier gauche.

## Biographie

### Jeunesse et formation
Oleg Ishchenko arrive en France à l'âge de 11 ans, il commence le rugby en classe de 5e, en UNSS au collège d'Ottmarsheim, puis intègre l'école de rugby du club de l'AS Chalampé en 2008. Il entre ensuite au pôle espoirs de Dijon. 
Lors du tournoi de Toulon de janvier 2010, il se classe dans le top 100 national. Quelques jours plus tard, il porte le maillot de l'équipe de France en catégorie junior, à l'occasion du tournoi interpôles de Toulouse.
En septembre 2012, il est appelé à entrer au pôle France. Il joue alors sous le maillot de l'équipe de France des moins de 20 ans, disputant ainsi le championnat du monde junior qu'il finit à la 5e place.
En parallèle, il dispute le championnat d'Europe de rugby à sept en catégorie des moins de 19 ans, qu'il remporte en 2013 à Palma de Majorque.

### Carrière de rugbyman professionnelle
Oleg Ishchenko joue son premier match professionnel sous le maillot du Montpellier HR le 31 octobre 2015, face au Stade toulousain.
Il signe en juin 2016 un contrat professionnel qui le lie au MHR jusqu’en 2018. Il est prêté, dans la foulée, pour une saison au Colomiers rugby, club de Pro D2. En juillet 2016, il figure sur la Liste développement de 30 joueurs de moins de 23 ans à fort potentiel que les entraîneurs de l'équipe de France suivent pour la saison 2016-2017.
En juin 2017, de retour au MHR, Oleg Ishchenko est à nouveau prêté pour la saison à un club de Pro D2, le RC Vannes. 
À l'annonce de la montée de Provence Rugby en Pro D2, il signe avec le club aixois et jouera sous le maillot noir du club provençal pour la saison 2018-2019. En 2021, il décide de mettre un terme à sa carrière de rugbyman professionnel à seulement 27 ans.

### Vie post-rugby
Après sa fin de carrière professionnelle dans le rugby, il décide de créer sa propre entreprise de coaching à distance qui consiste à prodiguer des conseils autour de la transformation physique,  en rapport avec la musculation.

## Palmarès
- Championnat d'Europe des moins de 19 ans en rugby à sept :
  - Champion : 2013.
- Championnat du monde junior de rugby à XV :
  - 5e : 2013
- Tournoi des Six Nations des moins de 20 ans :
  - Vainqueur : 2014 (Grand Chelem)[10],[11]